# Гурбанов, Бабек Вахид оглы
Бабек Вахид оглы Гурбанов (азерб. Babək Vahid oğlu Qurbanov; род. 19 июля 1982, Шахбузский район, Нахичеванская АССР) — азербайджанский военный деятель, генерал-майор Государственной пограничной службы Азербайджанской Республики, участник Второй карабахской войны. Герой Отечественной войны.

## Биография
Бабек Вахид оглы Гурбанов родился в 1982 году в Шахбузском районе Нахичеванской АССР (Азербайджанская ССР). Служит в Пограничных войсках Азербайджанской Республики.
Будучи в звании полковника, Бабек Гурбанов принимал активное участие во Второй карабахской войне.

## Воинские звания
- 2016 — майор[3]
- 2019 — полковник-лейтенант[4]
- 2020 — полковник[5]
- 2021 — генерал-майор (17 августа)[6]

## Награды
- Медаль «За Родину» (16 августа 2016) — «за высокие достижения при исполнении служебных обязанностей и по случаю профессионального праздника сотрудников Государственной пограничной службы»[3]
- Орден «За службу Отечеству» 3 степени (16 августа 2019) — «по случаю 100-летия создания органов пограничной охраны Азербайджанской Республики и за отличие в обеспечении охраны государственной границы, сохранении территориальной целостности и выполнении задач, поставленных перед органами пограничной охраны»[4]
- Герой Отечественной войны (9 декабря 2020) — «за особые заслуги в восстановлении территориальной целостности Азербайджанской Республики и за героизм при выполнении боевой задачи по уничтожению врага во время освобождения оккупированных территорий, а также за мужество и отвагу, проявленные во время военной службы»[5].
- Медаль «За освобождение Джебраила» (24 декабря 2020) — «за личную доблесть и отвагу, продемонстрированную при участии в боевых операциях за освобождение от оккупации Джебраильского района Азербайджанской Республики»[7]
- Медаль «За освобождение Зангилана» (25 декабря 2020) — «за личную доблесть и отвагу, продемонстрированную при участии в боевых операциях за освобождение от оккупации Зангиланского района Азербайджанской Республики»[8]

## Семья
Брат-близнец Бабека Гурбанова Байрам Гурбанов также является военнослужащим, но в отличие от Бабека Гурбанова, он — офицер Сил специального назначения. Полковник-лейтенант Байрам Гурбанов, как и его брат, был участником Второй карабахской войны и был награждён медалями «За освобождение Шуши», «За освобождение Кельбаджара» и «За освобождение Джебраила», а также «За отличие в бою».